# Charles Roka
Charles Roka (ungerska Róka Károly), född 1912 i Ungern i Österrike-Ungern, död 1999 i Bærum i Norge, var en ungersk-norsk konstnär som blivit känd för sina massproducerade målningar med zigenarmotiv. 
Roka studerade på Konstakademin i Budapest och begav sig efter studierna ut på studieresor i Europa. Resorna tog honom slutligen till Norge där han bosatte sig 1937. Någon gång i mitten på 1950-talet utförde han sin första målning med en lättklädd zigenarkvinna som han sett i Marseille några år tidigare. Genom otaliga upprepningar och variationer av detta motiv skaffade han en tryggad försörjning åt sig och sin familj, men ställde sig samtidigt utanför den etablerade konstvärlden. Utom zigenarkvinnorna målade han porträtt och figurscener i olja. Rokas måleri är ofta tekniskt skickligt men betecknas allmänt, främst på grund av de ensidiga och ständigt upprepade motivvalen, som kitsch eller ren hötorgskonst.
Separat ställde han bland annat ut i Norge, Madrid, Barcelona och Lausanne. En minnesutställning 2003 på Haugar Vestfold Kunstmuseum var den första gången som hans verk presenterades i ett seriöst konstnärligt sammanhang.